# Сан-Карлос-Яутепек
Сан-Карлос-Яутепек (исп. San Carlos Yautepec) — город и муниципалитет в штате Оахака (Мексика). Расположен на территории района Яутепек, что на востоке региона Сьерра-Сур-де-Оахака.